# Ellemandsbjerg
Ellemandsbjerg er det højeste punkt på halvøen Helgenæs i Helgenæs Sogn på det allersydligste Djursland i Østjylland. Det hæver sig 99 meter over havets overflade.
Der er anlagt en parkeringsplads, samt en ca. 250 meter lang gangsti herfra op til udsigtspunktet. Fyret yderst ude på Helgenæs ligger tæt på, og er et yndet udflugtsmål. Fra toppen er der udsigt over det meste af Helgenæs og videre ud. I klart vejr er det muligt at se Samsø, Hjelm, Fyns Hoved og Sjællands Odde.